# Leptochilus rufinodus
Leptochilus rufinodus är en stekelart som först beskrevs av Cresson 1868.  Leptochilus rufinodus ingår i släktet Leptochilus och familjen Eumenidae. Inga underarter finns listade i Catalogue of Life.